# Kärlek och allsång
Kärlek och allsång är en svensk film från 1944 i regi av Fredrik Anderson och med manus av Anderson och Lennart Bernadotte. I rollerna ses bland andra Sven Lilja, Åke Jensen och Ingrid Borthen.

## Om filmen
Filmen spelades in 1943 i Filmoateljén och på Skansen, båda belägna i Stockholm. Erik Bergstrand var fotograf och Tage Holmberg klippare. Filmen premiärvisades den 20 mars 1944 på biografen Roxy i Stockholm. Den var 76 minuter lång och barntillåten.
En ambition med filmen var att locka tittaren till allsång samtidigt som denne såg filmen och därför visades låttexterna i filmen.

## Handling
Anna blir av med körkortet efter att ha kört för fort. När hon senare rånas av två män är det samma konstapel som tog hennes körkort. De förälskar sig i varandra och förlovar sig.

## Rollista
- Sven Lilja – Sven Lilja, allsångsledare
- Åke Jensen – Erik Hägg, trafikkonstapel
- Ingrid Borthen – Anna Liewenhielm
- Anders Frithiof – Johan Liewenhielm, professor
- Annelie Thureson – Agatha Liewenhielm, Annas faster
- Maud Walter – Maria Johansson, fattig plåtslagaränka
- Rune Jonsson – Ulf, Marias son
- Eivor Rolke – Eva, Marias dotter
- Birger Lindström – Klas, Marias son
- Jan Erik Lindqvist – Torkel A. Stillberg, rik mammas gosse
- David Erikson – Efraim Berg, plåtslagare
- Wiktor "Kulörten" Andersson – Emanuel Larsson, snickare
- Julia Cæsar – Fia, Emanuel Larssons hustru
- Gustaf Lövås – Josua Karlsson, rörmokare
- Carin Swensson – Erika Pettersson, ensamjungfru
- Erik Rosén – läkare
- Bertil Berglund – inkasserare
- Gerd Sundberg	– Sif, en liten flicka
- Solveig Neuman – skolflicka

### Fotnoter
1. 1 2 3 4  ”Kärlek och allsång”. Svensk Filmdatabas. http://sfi.se/sv/svensk-filmdatabas/Item/?itemid=4059&type=MOVIE&iv=Basic&ref=/templates/SwedishFilmSearchResult.aspx?id%3d1225%26epslanguage%3dsv%26searchword%3dk%C3%A4rlek+och+alls%C3%A5ng%26type%3dMovieTitle%26match%3dBegin%26page%3d1%26prom%3dFalse. Läst 16 april 2013.